# 御着城
御着城（ごちゃくじょう）は、播磨国飾磨郡（のち飾東郡）御着（現・兵庫県姫路市御国野町御着）にあった日本の城。茶臼山の上に築かれた城なので茶臼山城の別名を持ち、さらに、天川を堀の一部として利用していたことから天川城の別名も持つ。

## 概略
当時の交通の要衝に立地しており、城内に山陽道や城下町を取り込んだ、惣構えの平城だった。赤松氏の一族小寺氏の居城で、1519年（永正16年）に小寺政隆が築城したと言われる。1579年（天正7年）に羽柴秀吉に攻められて落城し、城割が行われ廃城となった。別所氏の三木城、三木氏の英賀城と並び播磨三大城と称された。

## 歴史
姫路市東方の御国野町御着は、山陽道（国道2号の若干南）が通る交通の要衝として、赤松氏の守護所が設けられていたようである。1519年（永正16年）になって小寺政隆が御着の茶臼山と呼ばれる小丘上に城を築いた。姫路城代であった小寺氏が御着城を築いた理由として
1. 主君・赤松義村と浦上村宗の対立、浦上村宗への備え。
2. 小寺政隆の隠居城。
3. 赤松惣領家からの独立を狙って。

などが考えられている。
1530年（享禄3年）、細川高国と組んで一挙に上洛を狙う村宗の播磨侵攻によって御着城も攻められて落城し、政隆は自害に追い込まれた。しかし翌1531年（享禄4年）に中嶋の戦い、大物崩れで村宗が討取られ、細川高国も自害すると政隆の息子である則職が城主に復した。
則職の頃から御着城を本城、姫路城を支城としていたようで、姫路城には家老の八代道慶や黒田氏を城代として派遣していた。当時の播磨では比較的大規模な城であったらしく、別所氏の治める三木城、三木氏の治める英賀城と並んで播磨3大城郭のひとつに挙げられていた。
1575年（天正5年）、織田氏の中国地方攻略の一環で羽柴秀吉が播磨へと侵攻した。則職の子、政職は家老の小寺孝隆（官兵衛、のちの黒田孝高(如水)）の進言もあり当初は織田氏に通じたが、別所氏や荒木村重の織田氏離反に同調。1579年（天正7年）、秀吉は別所氏の三木城を支援していた播磨の諸城を攻撃、御着城も政職が毛利氏領内の鞆の浦の足利義昭の元へ脱出し、残された別所氏家臣の岡本秀治が降伏し、落城した。秀吉重臣の蜂須賀正勝が一時的に接収した後、廃城となった。
1755年（宝暦5年）に描かれた絵図「播州飾東郡府東御野庄御着茶臼山城地絵図」によると、本丸を囲む内堀があり、北東に隣接する二の丸の外側には3重の堀が巡らされ、南西側は天川を外堀として利用し、山陽道や町屋を取り込んだ総構えだったようである。絵図は後年に描かれた物だが、堀の遺構が残っていることや近年の調査で建物の礎石や瓦、井戸、石垣、土塁、内堀などの一部を発掘したことから、基本的な縄張りは信頼できるのではないかと考えられている。
廃城後、江戸時代には御着本陣が置かれていた。現在、国道2号北側の本丸跡付近は姫路市役所東出張所・御国野公民館・御着城跡公園、南側は民家や小公園などになっている。小公園には小寺氏を祀った祠、小寺明神があり、城址公園西側には黒田孝高の祖父・重隆と母、明石正風娘の廟所がある。重隆らの墓は元は御着城下の佐土にあった心光寺に置かれていたが、1577年（天正5年）に現在の地に移された。その後、1802年（享和2年）に筑前福岡藩10代目藩主、黒田斉清により廟所は再建され、1968年（昭和43年）に再び修復された。毎年、4月29日に黒田氏、小寺氏等の末裔達が集まり、先祖供養を行っている。

### 歴代城主
- 初代 - 政隆（村職とも）
- 2代 - 則職
- 3代 - 政職

### 発掘調査
発掘調査は姫路市埋蔵文化財センターによって、1977年から1979年にかけて行われた。この調査で、食器や茶器の他、将棋の駒、碁石などが発見された。御着城は永正時期の築城とされてきたが、この発掘によって15世紀には柵を巡らせた砦規模の建物があり、その後、小寺氏の勢力拡大に伴って規模を拡充させていったと考えられている。

## 跡地

### 遺構

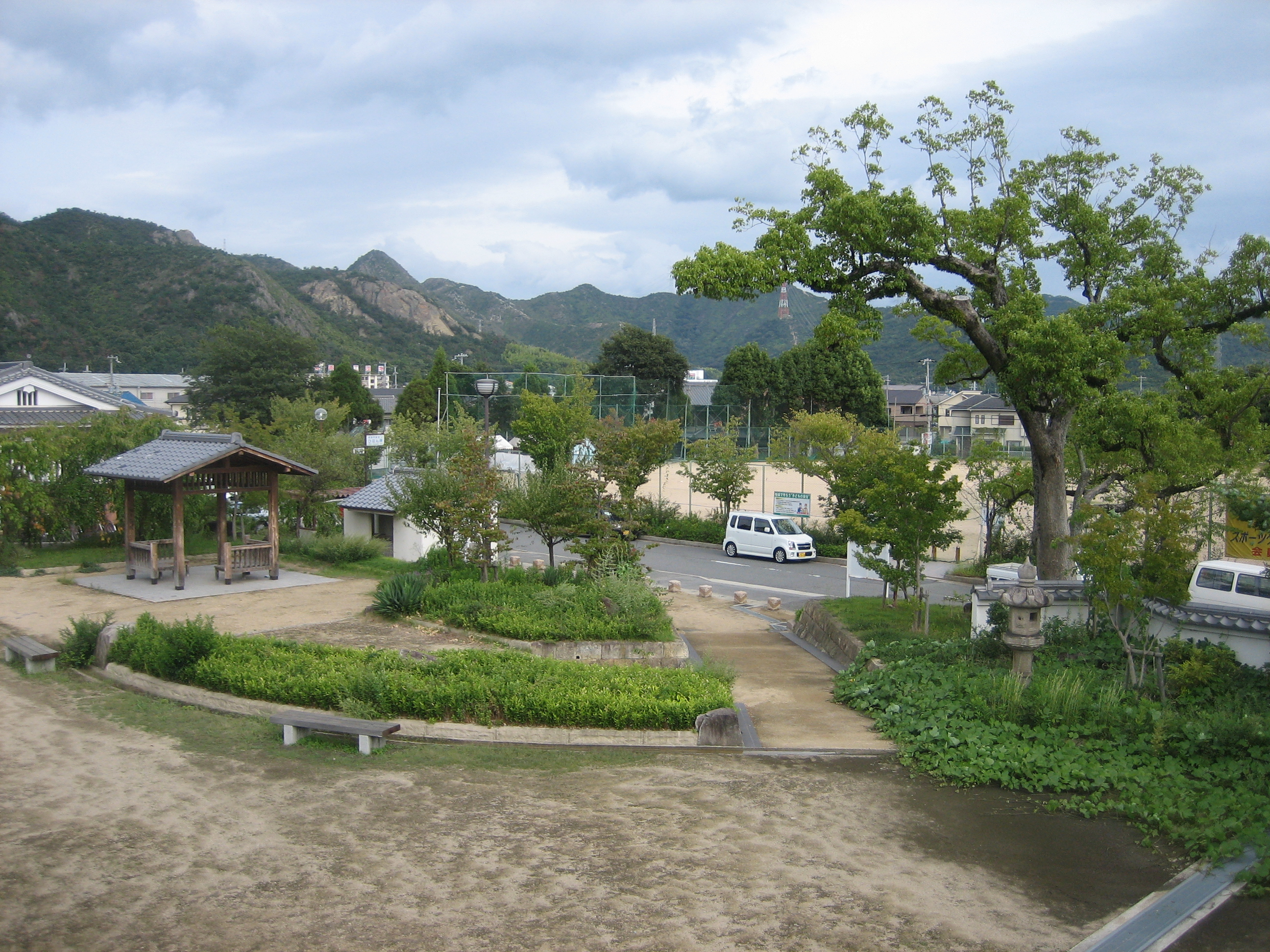
かって城のあった場所。
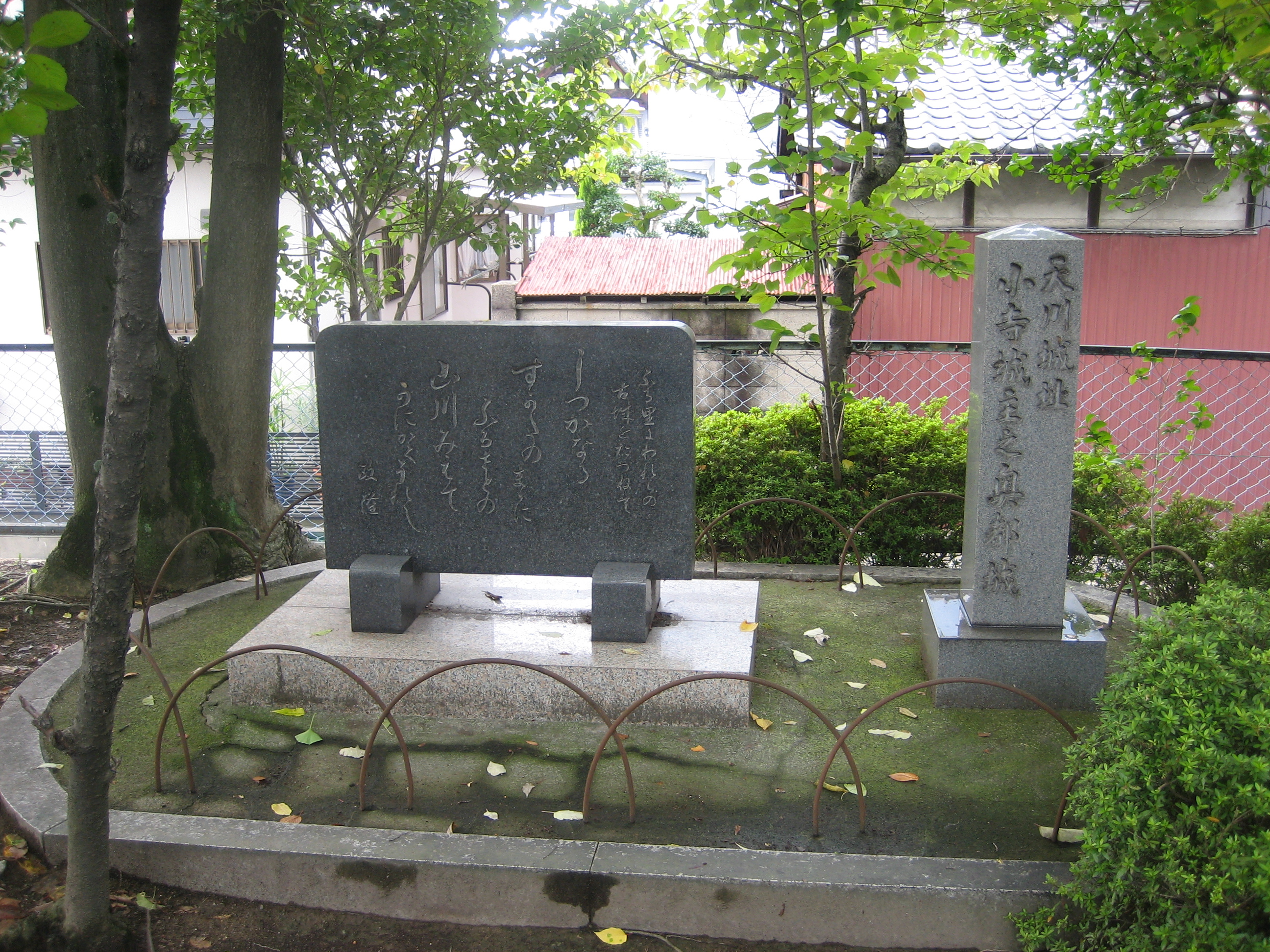
本丸跡に立つ石碑。
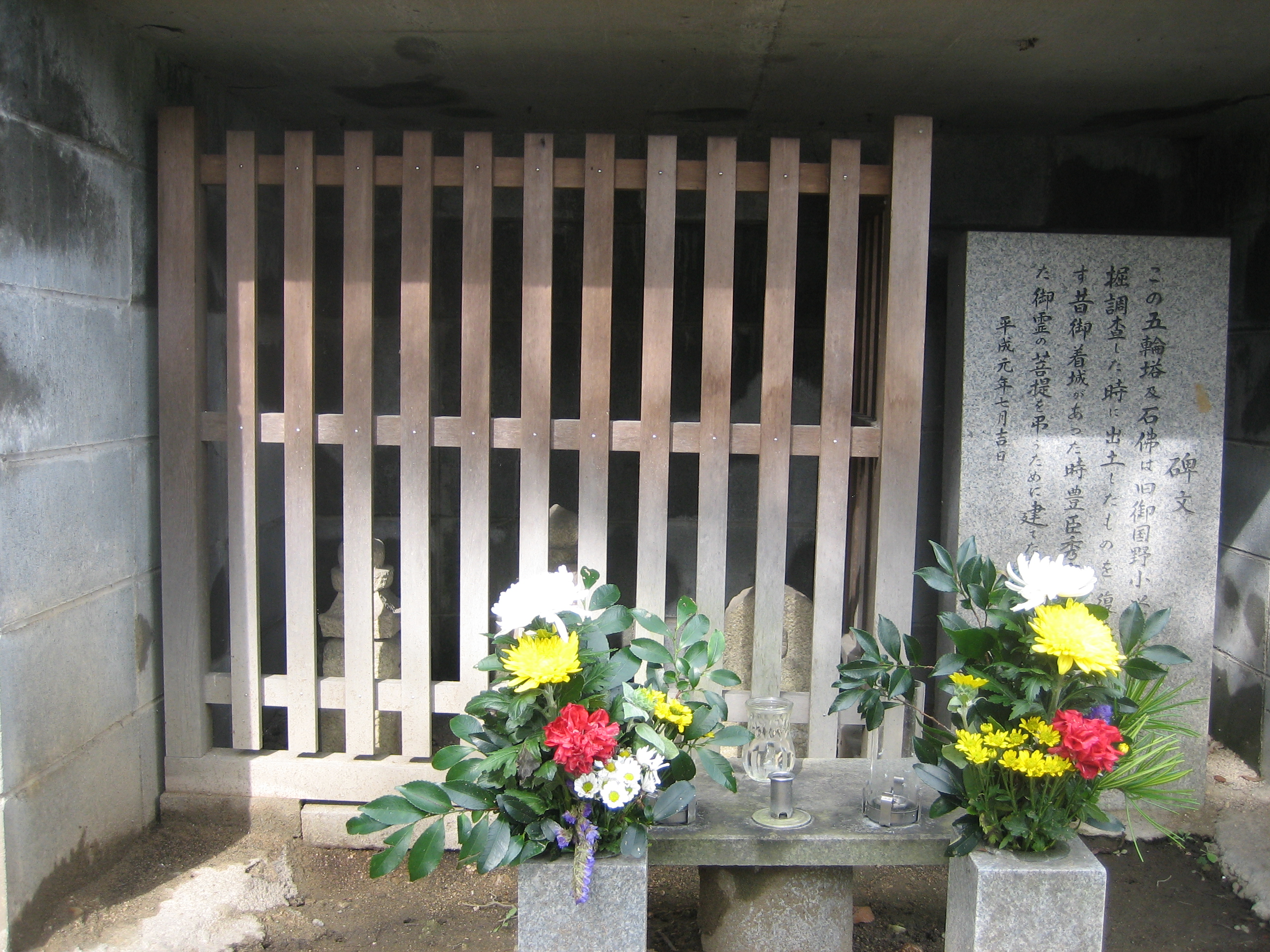
御着城落城時の犠牲者を弔う慰霊碑群。
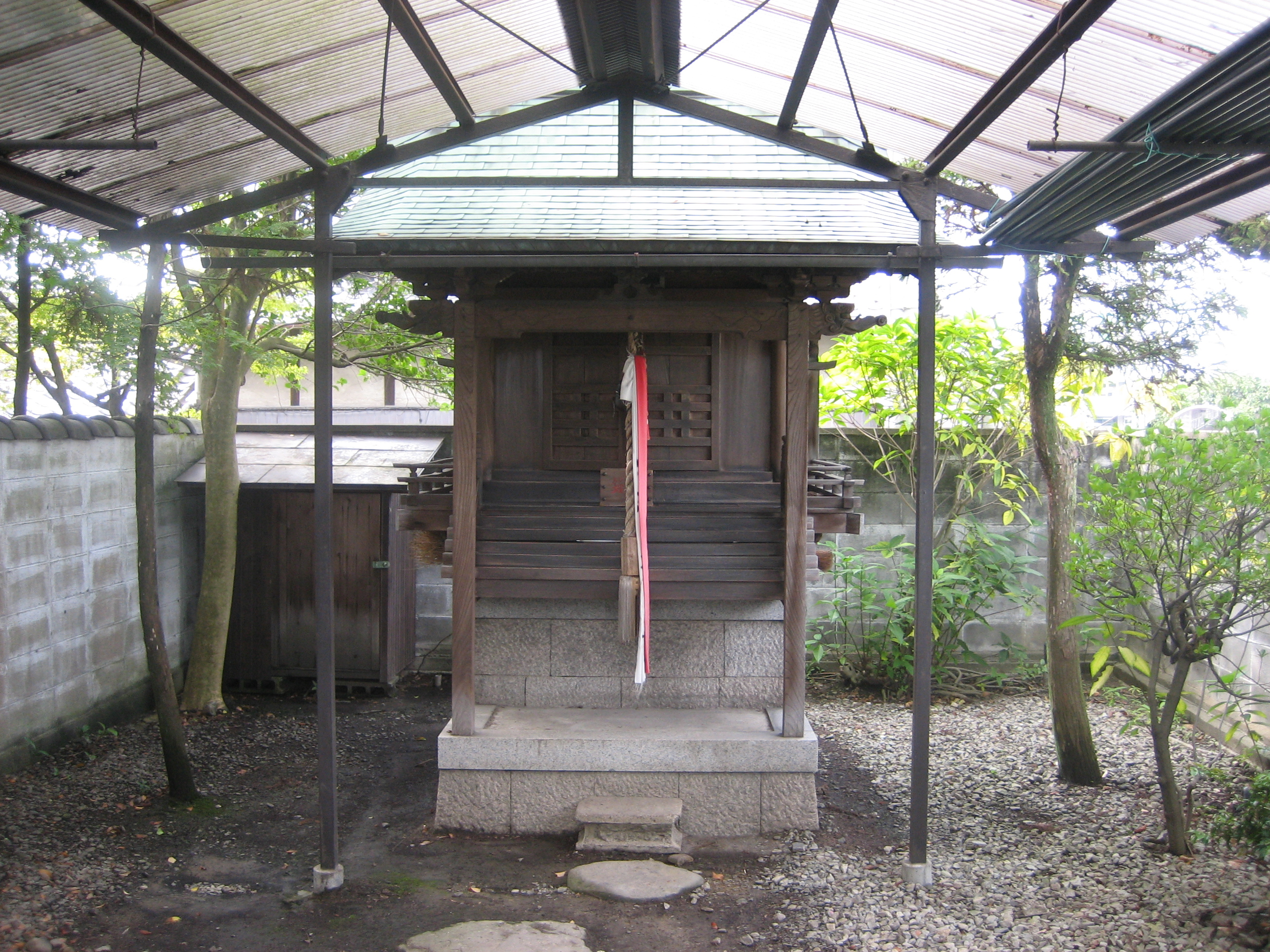
本丸跡地に立つ小寺大明神。
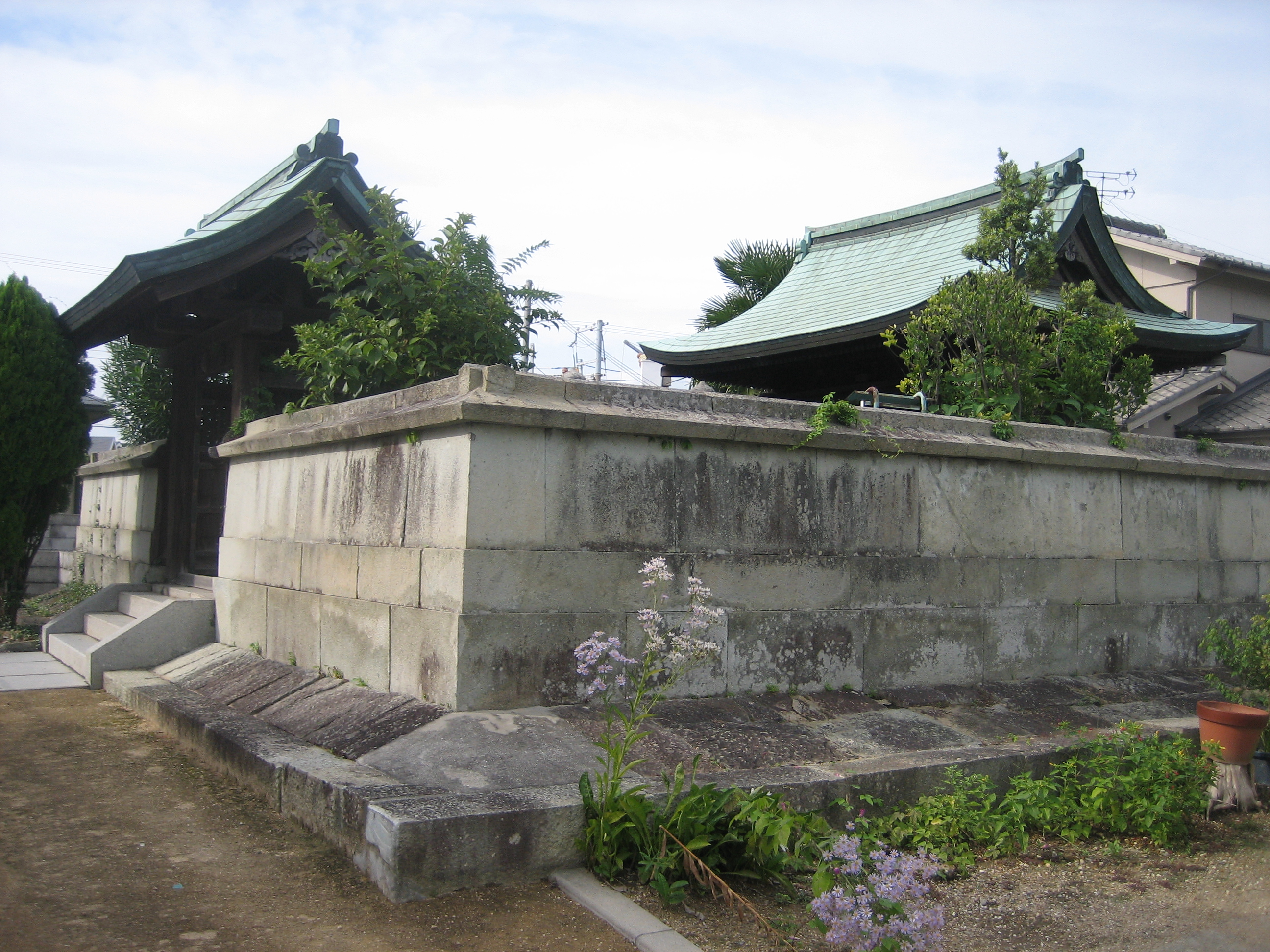
黒田重隆と黒田如水の母の墓所。
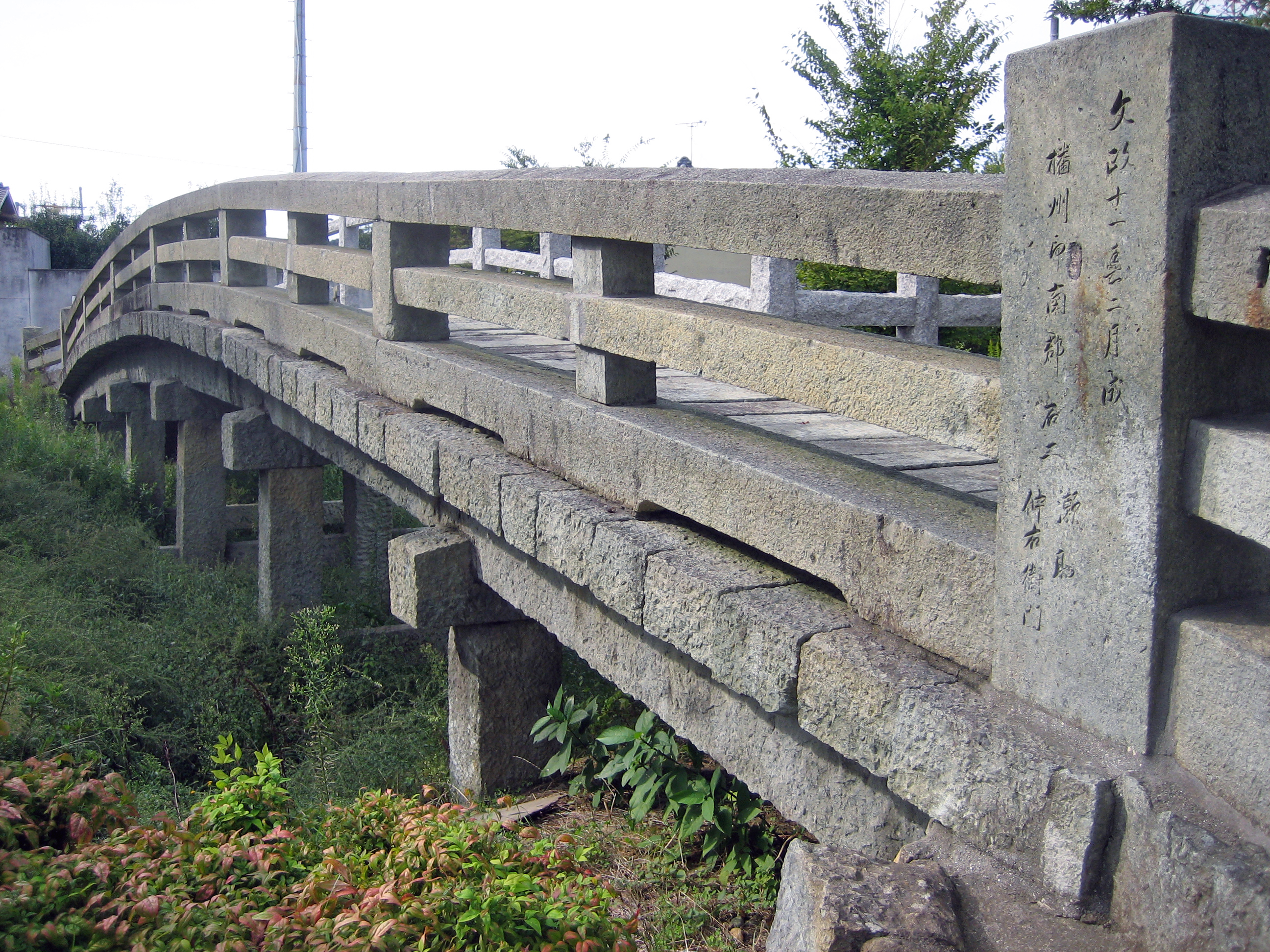
御着城堀跡に架かる天川橋。

### イベント
- 御着城跡周辺で例年、「御着城時代まつり」（神戸新聞社など後援）が開催されている[2]。

### 周辺
- 播磨国分寺跡
- 延命寺
- 法華寺 (姫路市御国野町御着)
- 御着駅
- 壇上山古墳